# Passiflora andersonii
Passiflora andersonii är en passionsblomsväxtart som beskrevs av Dc.. Passiflora andersonii ingår i släktet passionsblommor, och familjen passionsblomsväxter. Inga underarter finns listade i Catalogue of Life.